# Aumes
Aumes é uma comuna francesa na região administrativa de Occitânia, no departamento de Hérault. Estende-se por uma área de 7,39 km². Em 2010 a comuna tinha 504 habitantes (densidade: 68,2 hab./km²).